# Yo, también
Yo, también es una película española de 2009 dirigida por los noveles  Álvaro Pastor y Antonio Naharro y protagonizada por Lola Dueñas, además del debutante Pablo Pineda.

## Argumento
Daniel (Pablo Pineda), un joven sevillano de 34 años, es el primer europeo con síndrome de Down que ha obtenido una licenciatura universitaria. Comienza su vida laboral en la administración pública, donde conoce a Laura (Lola Dueñas), una compañera de trabajo sin discapacidad aparente. Y se enamora de ella.

## Producción y rodaje
La película se rodó en Sevilla y Madrid durante cinco semanas en 2009.

## Comentarios
- Trata de un chico con síndrome de Down, representante del mundo de la diferencia, y su experiencia familiar, social, laboral y sentimental.
- Los directores Álvaro y Antonio han trabajado juntos desde 1995 haciendo cortometrajes. Es su primer largometraje.
- Destaca Antonio Naharro como codirector, coguionista y actor haciendo el papel de Santi, hermano de Daniel.

## Recepción

### Crítica
La película fue recibida de manera positiva por parte de la crítica, la página web Sensacine.com recopiló un total de 6 críticas españolas sobre ella recibiendo una nota media de 2,67 sobre 5. Por su parte, la página web Rotten tomatoes recopiló un total de 6 críticas estadounidenses sobre ella siendo el 83% (5) positivas y recibiendo una nota media de 6,6 sobre 10, mientras que Allociné recopiló un total de 14 críticas francesas sobre ella recibiendo una nota media de 3,07 sobre 5.

### Palmarés cinematográfico
Festival Internacional de Cine de San Sebastián
| Categoría                         | Persona      | Resultado |
| --------------------------------- | ------------ | --------- |
| Concha de Plata al mejor actor    | Pablo Pineda | Ganador   |
| Concha de Plata a la mejor actriz | Lola Dueñas  | Ganadora  |

XXIV edición de los Premios Goya
| Categoría                 | Persona                       | Resultado  |
| ------------------------- | ----------------------------- | ---------- |
| Mejor dirección novel     | Antonio Naharro Álvaro Pastor | Candidatos |
| Mejor actriz protagonista | Lola Dueñas                   | Ganadora   |
| Mejor actor revelación    | Pablo Pineda                  | Candidato  |
| Mejor canción original    | Guille Milkyway (Yo, también) | Ganadora   |

XIX edición de los Premios de la Unión de Actores
| Categoría                         | Persona     | Resultado |
| --------------------------------- | ----------- | --------- |
| Mejor actriz protagonista de cine | Lola Dueñas | Ganadora  |